# 소의 (남제)
소의(蕭懿, ? ~ 500년)는 중국 남북조 시대 남제의 종실이다. 자는 원달(元達)이고 소순지의 맏아들이다.

## 생애
처음엔 안남소릉왕행참군(安南邵陵王行參軍)에 임명되었고 소순지가 죽자 임상현후(臨湘縣侯)를 습작했다. 이후에 태자사인(太子舍人), 태자세마(太子洗馬), 건안왕우(建安王友)로 임명되었다. 그 이후에 진릉태수(晉陵太守)를 지낼 때 선정으로 이름을 떨쳐서 중서시랑(中書侍郞)으로 임명되었다.
493년에 지절도독양남북진사사주제군사(持節都督梁南北秦沙四州諸軍事), 서융교위(西戎校尉), 양남진이주자사(梁南秦二州刺史)를 제수받고 관군장군(冠軍將軍)으로 임명되었다.
495년에 남정(南鄭)에서 북위의 침입을 격퇴하였다. 이후에 정로장군(征虜将軍)으로 임명되었고 식읍 300호(戶)가 더해졌다. 또한 독익영이주군사(督益寧二州軍事)로 임명되었고 이후에 익주자사(益州刺史)로 임명되었다.
500년에 배숙업(裴叔業)이 예주(豫州)에서 모반하자 당시 남제의 황제인 소보권은 소의에게 지절(持節), 정로장군, 독예주제군사(督豫州諸軍事)를 제수하고 예주자사(豫州刺史), 영역양남초이군태수(領曆陽南譙二郡太守)로 임명하여 배숙업을 토벌하게 했다. 배숙업은 북위로 투항했고, 이후에도 최혜경(崔慧景)이 반란했으나 소의에게 평정되었다. 그 공로로 소의는 상서령(尚書令), 도독정토수륙제군사(都督征討水陸諸軍事)가 더해져 임명되었다. 이에 여법진(茹法珍)이 소의를 시기하여 소보권에게 소의가 모반하려 한다고 무고하였고, 소의는 사사되었다. 그 이후 소연이 반란하여 소보권을 죽이고 폐위한 뒤 화제를 옹립하였고, 소의에게 시중(侍中), 중서감(中書監), 사도(司徒)를 추증하였다. 선덕태후(宣德太后)가 임조하고 나서는 태부(太傅)로 고쳐서 추증했다.
502년에 소연이 남제를 멸망시키고 양나라를 세운 뒤 승상을 추증하였고 장사선무왕(長沙宣武王)으로 추봉·추시했다.